# 우키타 겐세이
우키타 겐세이(일본어: 浮田 健誠, 1997년 6월 12일~)는 일본의 축구 선수이다.

## 구단 경력
그는 2020년 J2리그의 레노파 야마구치 FC에 입단했다. 2021년까지 52경기에 출전하여, 9득점을 넣었다. 2022년부터 2023년까지 J3리그의 SC 사가미하라와 FC 기후에서 뛰었다. 2024년 AC 나가노 파르세이루로 이적했다.